# Aleksander Bobek
Aleksander Bobek (Lodz, Polonia, 7 de abril de 2004) es un futbolista polaco que juega de portero en el ŁKS Lodz de la Ekstraklasa.

## Estadísticas

### Clubes
Actualizado al último partido disputado el 4 de agosto de 2023.
| ŁKS Lodz II · Polonia                 | 4.ª           | 2021-20       | 15 | 20 | — | — | — | — | 15 | 20 |
| ŁKS Lodz II · Polonia                 | 4.ª           | 2022-23       | 4  | 4  | — | — | — | — | 4  | 4  |
| ŁKS Lodz II · Polonia                 | Total club    | Total club    | 19 | 24 | 0 | 0 | 0 | 0 | 19 | 24 |
| ŁKS Lodz · Polonia                    | 2.ª           | 2022-23       | 24 | 26 | 1 | 2 | — | — | 25 | 28 |
| ŁKS Lodz · Polonia                    | 1.ª           | 2023-24       | 3  | 6  | 0 | 0 | — | — | 3  | 6  |
| ŁKS Lodz · Polonia                    | Total club    | Total club    | 27 | 32 | 1 | 2 | 0 | 0 | 28 | 34 |
| Total carrera                         | Total carrera | Total carrera | 46 | 56 | 1 | 2 | 0 | 0 | 47 | 58 |
| (1) Hace referencia a goles encajados |               |               |    |    |   |   |   |   |    |    |